# NGC 7531
NGC 7531 (również PGC 70800) – galaktyka spiralna (Sbc), znajdująca się w gwiazdozbiorze Żurawia. Odkrył ją John Herschel 2 września 1836 roku.
W galaktyce tej zaobserwowano supernową SN 2012dj.